# Anselmo de Luca
Anselmo de Baggio, conhecido mais como Anselmo de Luca ou Anselmo de Luca, o Jovem, bispo de Luca, foi um reformador e canonista do século XI.

## Biografia
Nascido em Baggio, província de Milão, por volta de 1036, Anselmo era sobrinho do Papa Alexandre II. Em 1071, foi nomeado pelo seu tio como bispo de Luca. O tio (ou irmão) envia-o à Alemanha para receber a investidura do Imperador do Sacro Império Henrique IV, mas Anselmo recusou a investidura laica.
Alexandre II poderá ter elevado Anselmo ao cardinalato por volta de 1062.
Em 1073, o Papa Gregório VII nomeia-o de novo bispo de Luca. Desta vez aceita a investidura, mas pouco depois demite-se e retira-se para uma abadia beneditina. O papa ordena-lhe o regresso a Luca. Anselmo obedece e tenta reformar o capítulo local. Em 1081, foi expulso pelo Antipapa Gilberto. Torna-se seguidamente legado papal na Lombardia, encarregada de todas as dioceses que ficaram sem bispo devido à Questão das Investiduras.
Morreu em 18 de março de 1086 em Mântua, cidade de que se tornaria patrono.
Anselmo foi autor de obras de exegese e de tratados de eclesiologia, como o seu Contra Guibertum et sequaces ejus que se opõe à investidura laica. Compilou também uma colecção de cânones que seriam integrados no Decreto de Graciano.